# 廣大附屬學校前停留場
廣大附屬學校前停留場（日语：／ Hirodai-Fuzokugakkou-mae teiryūjō */?），又稱廣大附屬學校前電車站，是位於廣島縣廣島市南區翠一丁目，廣島電鐵宇品線的電車站。車站編號為U10。

## 歷史
此電車站是在1935年（昭和10年）宇品線御幸橋東詰至宇品之間路段遷移至新線時啟用。當時的電車站名為高等學校前停留場（日语：／）。當時電車站鄰近舊制廣島高等學校。
隨後在太平洋戰鬥下的1942年（昭和17年），此電車站廢止。隨後在戰後車站重啟，當時電車站名稱為皆實分校前停留場（日语：／）し。後來電車站曾經名為廣大教養部前停留場（日语：／）和廣大附屬高校前停留場（{日语：／），這是由於廣島大學內的組織經常變更而需要改變電車站名稱。最後，於1964年（昭和39年）電車站改名為廣大附屬學校前停留場。
- 1935年（昭和10年）12月27日 - 宇品線御幸橋東詰至宇品之間的新線開通，此站啟用。當時電車站名為高等學校前停留場[1]。
- 1942年（昭和17年）5月起 - 電車站廢止[1]。
- 1945年（昭和20年）8月起 - 電車站重啟，當時電車站名為皆實分校前停留場[2][3]。
- 1955年（昭和30年）起 - 電車站改名為広大教養部前停留場に改称[1]。
- 1961年（昭和36年）2月28日 - 經過認可後，電車站改名為廣大附屬高校前停留場[1]。
- 1964年（昭和39年）6月10日 - 電車站改名為廣大附屬學校前停留場[1]。

## 電車站構造
電車站是建造在共用行車道上。電車站設有2面2線的相對式低地台月台（千鳥式月台），路線向南北兩邊延伸，月台之間設有路口。路口南邊是廣島港方向的下行月台，北邊是廣島站和紙屋町方向的上行月台。
月台可容納3卡、5輛的接掛電車。月台寬度只有50厘米，因此在早上和黃昏時月台上會很繁忙。在1990年代前，此電車站沒有月台，只有安全島的乘車處（情況與小網町停留場相近）。

### 運行系統
此電車站是宇品線電車站之一。0、1、3、5系統會駛入此站。
| 下行月台 | 1號線 · 3號線 · 5號線 | 前往廣島港           |
| 下行月台 | 3號線 · 5號線         | 前往宇品二丁目       |
| 上行月台 | 0號線                 | 前往廣電本社前       |
| 上行月台 | 1號線                 | 經紙屋町前往廣島站   |
| 上行月台 | 3號線                 | 前往廣電西廣島       |
| 上行月台 | 5號線                 | 經比治山下前往廣島站 |

## 電車站周邊
電車站敷設在宇品通上，道路上商店林立。電車站周邊設在古老住宅區。
尤如其名，電車站鄰近廣島大學附属小學和附屬中學·高等學校，均位於電車站東邊。此電車站名稱為「廣大附屬學校前」，鄰近的巴士站名稱為「廣大附屬高校前」，位於電車站的路口名稱為「廣大附屬校前」，三者名稱相異。
- 廣島信用金庫（日语：広島信用金庫）皆實分店
- 廣島翠一郵局
- 前進社（日语：前進社）中國分社

## 相鄰電車站
廣島電鐵
■宇品線
皆實町六丁目（U9）－廣大附屬學校前（U10）－縣醫院前（U11）

## 注腳

## 外部連結
- 廣大附屬學校前 | 電車情報：電停指南 （页面存档备份，存于）（日語） - 廣島電鐵